# Thermopsis rhombifolia
Thermopsis rhombifolia (лат.) — многолетнее травянистое растение, вид рода Термопсис (Thermopsis) семейства Бобовые (Fabaceae). Произрастает в Северной Америке.

## Таксономия
В 1814 году Томас Наттолл назвал это растение Cytisus rhombifolius по образцу, собранному Брэдбери. Наттолл позже переименовал растение в Thermia rhombifolia в своей книге Genera of North American Plants (1818 год), а Джон Ричардсон назвал его Thermopsis rhombifolia в 1823 году.

## Описание

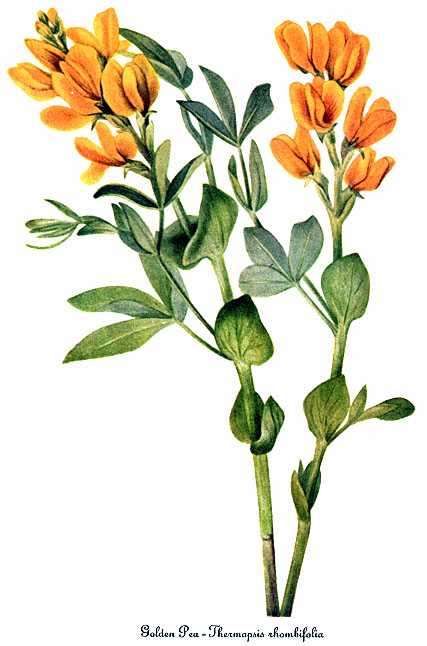
Иллюстрация Thermopsis rhombifolia

Thermopsis rhombifolia — многолетнее корневищное травянистое растение с одним или несколькими восходящими или прямостоячими стеблями. Стебель высотой 15–60 см, может быть покрыт короткими жёсткими волосками. Растение часто образует колонии в открытых прериях. Очерёдные пальчато-тройчатые листья имеют листочки яйцевидной формы, длиной 15–50 мм и шириной 10–20 мм, с несколькими или многочисленными прижатыми волосками. Соцветие состоит из субтерминальных кистей длиной 3–10 см. Чашечка образует волосистую двугубую трубку длиной 4–5 мм, верхняя губа имеет 2 соединенных зубца длиной 3–4 мм, а нижняя губа — 3 зубца длиной 2–3 мм. Венчик мотыльковый с жёлтыми лепестками, часто имеет фиолетовые пятна длиной 17-22 мм. Цветки имеют 10 отдельных тычинок. Плод — боб 3-8 см длиной с 3-10 семенами. Цветёт с апреля по июнь на открытых прериях, склонах холмов и лесах.

## Ареал и местообитание
Произрастает в Северной Америки, где встречается на Великих равнинах и до нижних каньонов Скалистых гор. Ареал вида включает Колорадо, Монтану, Северную и Южную Дакоты, Небраску, Оклахому, Юту, Висконсин и Вайоминг. В Канаде встречается в Альберте и Саскачеване. Естественная среда обитания — сухие луга и леса. 
Это многолетнее травянистое растение, которое цветет желтыми цветами весной.

## Использование
Цветки обычно использовались туземцами как источник жёлтого красителя и кипятились в чае как средство от желудочных заболеваний у людей и лошадей. Растение обладает токсичными свойствами при попадании внутрь, симптомы отравления включают рвоту, головокружение и боли в животе.

## Токсичность
T. rhombifolia содержит ряд хинолизидиновых алкалоидов, включая анагирин, термопсин, ромбифолин, цитизин, N-метилцитизин, 5,6-дегидролупанин и лупанин. Содержание алкалоидов наиболее высоко в семенах. 

## Галерея

Thermopsis rhombifolia
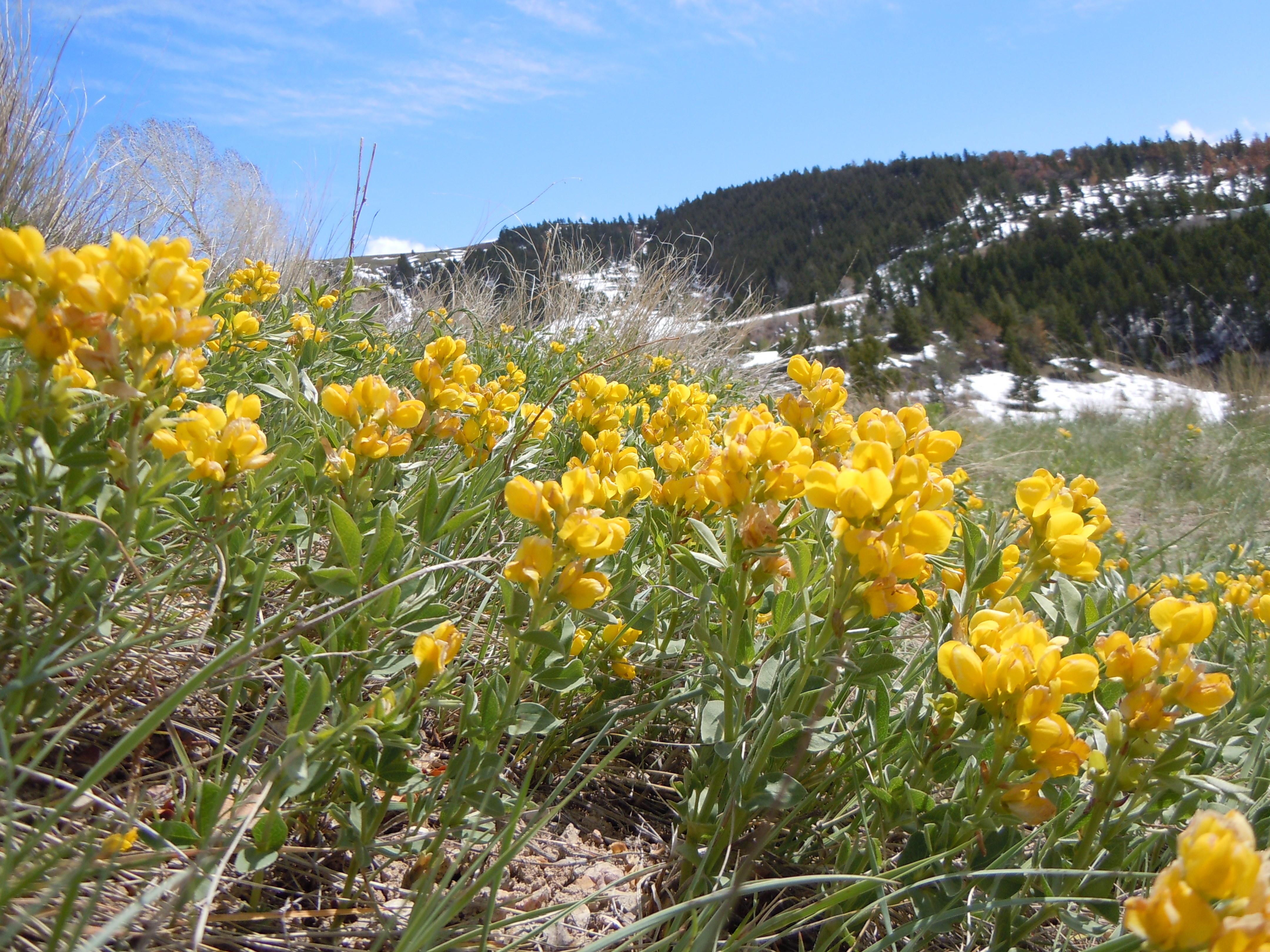
В природе
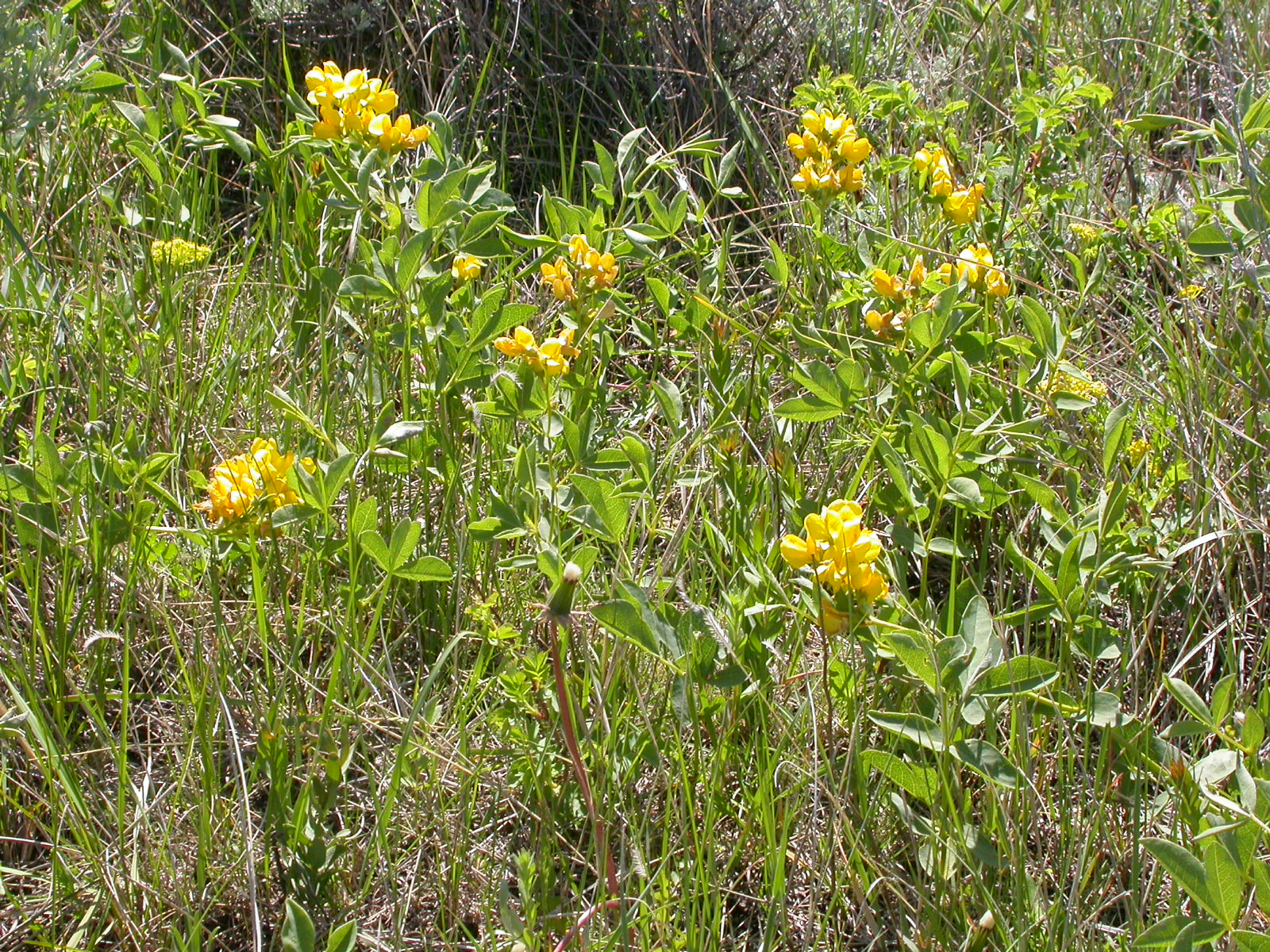
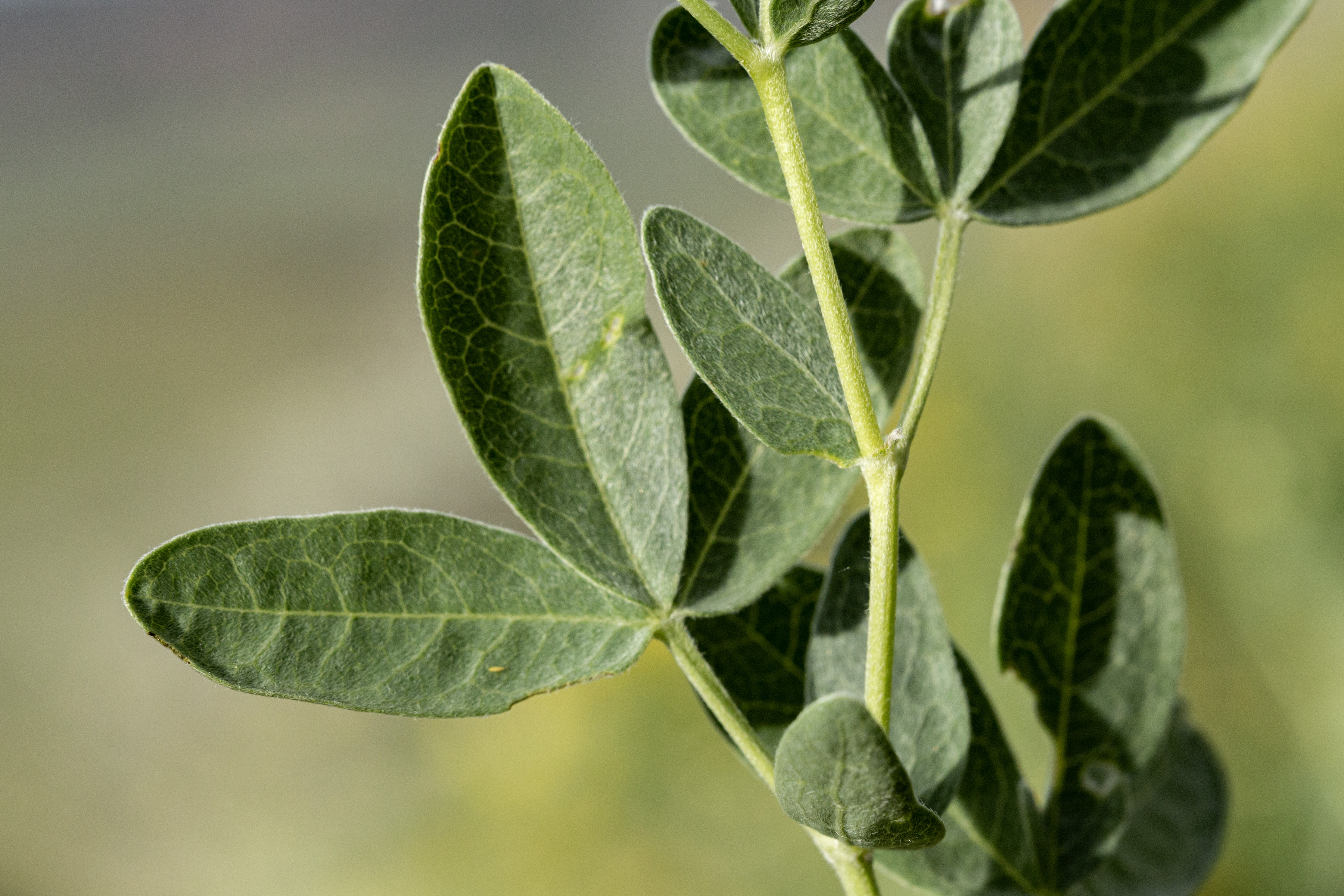
Листва
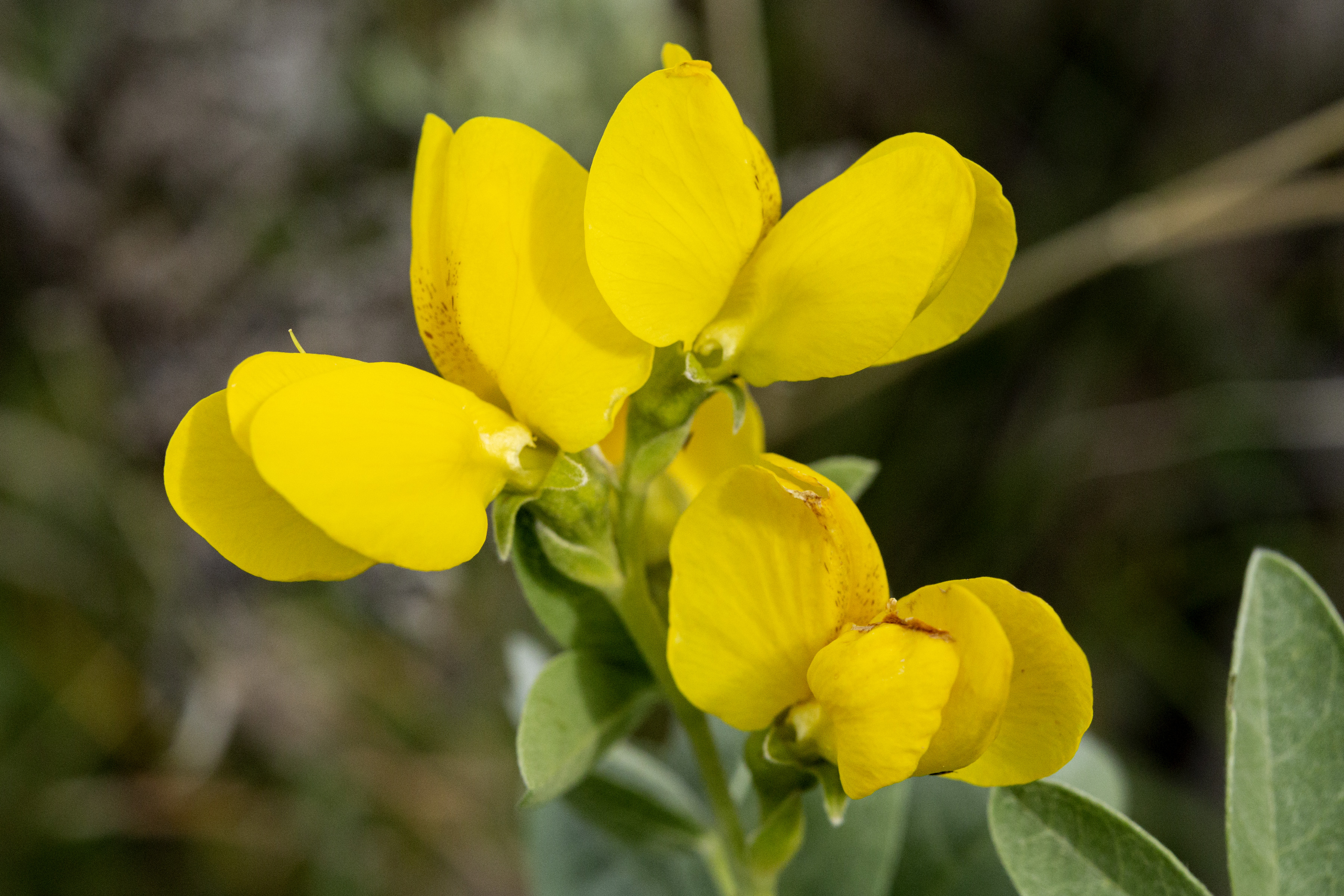
Цветки
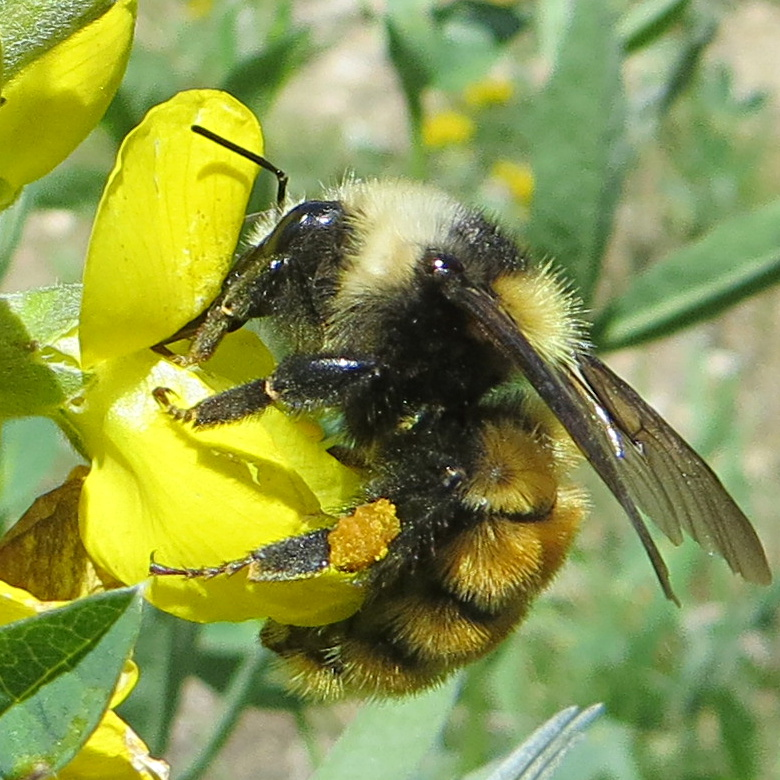
Шмель Bombus appositus на цветке